# 대한민국의 어업
다음은 대한민국의 어업에 대한 문서이다.

## 근해어업
한국에서 어업생산의 대종을 이루고 있는 근해어업은 근간에 이르러 그 자원의 급격한 감소경향으로 전체적 경영난에 봉착하고 있다. 물론 어법의 개량과 다목적 어선 건조에 의한 어기(漁期)연장, 어선 대형화에 의한 어로범위의 확대등 각 방면으로 그 대책이 강구되고 있으나, 일부를 제외하고는 대체로 경영난에 부딪히고 있다.  근해어업은 연안어업과 같이 일반 해면어업으로 통칭되는데, 저인망·선망·부망·유자망·인망·낚시·연승·통발·정치망·기타 어업(잠수기·해조채취·기타 어업 등) 등 어업형태별로 재분류된다. 1970년대 수산업의 대종을 담당하였던 연근해어업은 1980년대 들어와 기온·기상이변, 해수변화 및 오염확산, 어류감소, 출어비용 증가 및 채산성 악화 등으로 침체일로를 걷고 있다. 그 단적인 예가 어가호수 및 어가인구의 지속적인 감소현상이며 규모의 영세성으로 인한 노후선박·무동력선 대체사업의 부진, 육체노동 기피라는 연근해어업의 퇴조현상을 막기 위해 적극적인 연근해자원 조성사업이 정책적으로 추진되고 있다. 즉 양식어업의 확대·개발과 잡는 어업에서 기르는 어업으로의 전환(치어방양·종묘배양 등)사업이 진행되고 있고 동시에 연근해어장의 보전수역 지정·확대 및 안전어업지도, 불법어로단속 및 출어자금지원 등 다각적인 소득증대시책이 수립·진행되고 있다. 어업형태를 차치하고 수산물 수급문제에서 볼 때 전체적으로 공급량이 감소하여 가격이 인상되기는 하였으나 그 진폭과 주기가 일정치 않고, 공급부진이란 어획고 부진을 의미하므로 바람직한 현상은 아니다.

## 원양어업
대한민국의 원양어업은 1957년 인도양에서의 시험조업을 시작으로 남태평양 사모아에 진출함으로써 궤도에 올랐다.
내수보다는 해외시장을 겨냥한 수출산업으로 육성·발전해왔다. 그후 5대양을 누비며 선복량·어획고에서 지속적인 성장을 거듭해 왔으나 1970년대 말 세계적인 자원보호 조류와 어족감소, 200해리 경제수역 선포, 유가·임금상승 등 제반여건으로 인해 제동이 걸렸다. 그러나 다른 나라에 비해 시설·기술의 낙후와 열악한 조건에도 불구하고 각국의 어업규제를 극복하기 위해 항차를 늘려가면서까지 신어장을 개발하는 등 노력을 경주하고 있다. 각국의 해양자원보호를 위해 강화되고 있는 규제에 대해 고율의 입어료를 지급하거나, 다각적인 교섭을 통해 얻어낸 쿼터제를 감수하는 대신에 새로운 어법을 개발하거나, 수산가공품 수출 등 부가가치의 극대화를 꾀해 채산성 유지와 경쟁력 확보에 부심하고 있다. 이러한 노력하에서 원양어업은 지속적인 성장을 나타냈고, 연근해어업·내수면 어로어업의 퇴조를 상계하여 수산업의 대외지표상의 성장의 주역을 담당하고 있다. 다행히 일부 어류의 해외시장 가격상승의 외형상이기는 하지만 매상고의 성장세를 지속하고는 있는데, 대형화·노후선박 대체 등 시급한 과제가 산적해 있다. 원양어업은 어업형태별로 연승·트롤·채낚기·통발·기타 어업으로 분류되는데, 현재로서는 연승어업이 주종이며 통발어업은 없다.